# Giai Lạc
Giai Lạc là một xã thuộc tỉnh Nghệ An, Việt Nam. Xã được hình thành trên cơ sở sáp nhập các xã Hậu Thành, Lăng Thành và Phúc Thành của huyện Yên Thành trong đợt Sáp nhập tỉnh thành Việt Nam 2025.

## Địa lý
Xã Giai Lạc có vị trí địa lý:
- Phía Đông giáp xã Bình Minh và xã Đông Thành;
- Phía Nam giáp xã Yên Thành;
- Phía Tây giáp xã Quang Đồng, xã Tân Kỳ và xã Nghĩa Đồng;
- Phía Bắc giáp xã Bình Minh, xã Nghĩa Đồng và xã Quỳnh Tam.

Xã Giai Lạc có diện tích tự nhiên 88,58 km².

## Hành chính và tên gọi
Xã Giai Lạc được thành lập theo Nghị quyết số 1678/NQ-UBTVQH15 của Ủy ban Thường vụ Quốc hội Việt Nam, ban hành ngày 16 tháng 6 năm 2025. Theo đó, sắp xếp toàn bộ diện tích tự nhiên, quy mô dân số của các xã Hậu Thành, Lăng Thành và Phúc Thành thuộc huyện Yên Thành trước đây thành một xã mới có tên gọi là xã Giai Lạc.
Trước đó, theo Đề án sắp xếp đơn vị hành chính cấp xã tỉnh Nghệ An, xã này là xã Yên Thành 7.
Sau sắp xếp xã có diện tích tự nhiên: 88,58 km², quy mô dân số: 35.783 người.